# Gemünden am Main
Gemünden am Main (eller: Gemünden a.Main) er en kommune i Landkreis Main-Spessart i regierungsbezirk Unterfranken i den tyske delstat Bayern, som ligger ca. 40 km fra Würzburg.

## Geografi
I byen munder floden Sinn ud i Fränkische Saale og denne løber ud i Main. Main ændrer i Gemünden retning fra at løbe mod nordvest til vest.
Byen ligger ved enden af den gamle handelsvej fra Hanau i Hessen til Gemünden, Birkenhainer Straße.

### Inddeling
- Adelsberg
- Aschenroth
- Harrbach
- Hofstetten
- Hohenroth
- Kleinwernfeld
- Langenprozelten
- Neutzenbrunn
- Reichenbuch
- Schaippach
- Schönau
- Seifriedsburg
- Wernfeld
- Massenbuch